# Ремі Гаррель
Ремі Гаррель (фр. Rémi Harrel, 9 березня 1954, Сен-Дізьє) — французькийк футбольний арбітр, арбітр ФІФА з 1989 по 1999 рік.

## Кар'єра
Працював у французькому Дивізіоні 1 з 1983 по 2000 рік, а найголовнішими матчами були фінал Кубка Франції 1992/93 та фінал Кубка ліги
1997/98. Також з 1989 по 1999 рік обслуговував міжнародні матчі, зокрема перший матч на Суперкубок УЄФА 1995 року.
По завершенні суддівської кар'єри став працювати у Федерації футболу Франції, де відповідав за підготовку арбітрів.